# Denys Hotfrid
Denys Rudol'fovyč Hotfrid (in ucraino Денис Рудольфович Готфрід?; Magnitogorsk, 5 febbraio 1975) è un ex sollevatore ucraino medagliato olimpico e campione mondiale ed europeo che ha gareggiato nelle categorie dei pesi massimi primi (fino a 99 kg.) e dei pesi massimi (fino a 108/105 kg.).
È il marito di Anastasija Romanova-Hotfrid, anche lei sollevatrice di livello internazionale.

## Carriera
Nato in Russia e in seguito trasferitosi a Luhans'k, Hotfrid ha cominciato a mettersi in evidenza a livello internazionale in occasione dei campionati europei di Varsavia 1995, dove conquistò la medaglia d'argento nella categoria dei pesi massimi primi con 395 kg. nel totale, stesso risultato del vincitore, il bielorusso Oljeh Čirico, distanziando di 2,5 kg. il terzo classificato, il polacco Krzysztof Zawadzki.
Nel 1996 Hotfrid prese parte alle Olimpiadi di Atlanta, conquistando la medaglia di bronzo con 402,5 kg. nel totale, battuto dal greco di origine georgiana Kakhi Kakhiashvili (420 kg.) e dal kazako Anatolij Chrapatyj (410 kg.).
L'anno seguente Hotfrid passò alla categoria superiore dei pesi massimi (fino a 108 kg.), vincendo la medaglia d'oro ai campionati europei di Rijeka con 415 kg. nel totale, stesso risultato del 2º classificato, il russo Evgenij Šišljannikov.
Nel 1998 il limite della categoria dei pesi massimi fu ridotto a 105 kg. e sempre in questa categoria Hotfrid ottenne la medaglia di bronzo ai campionati mondiali di Lahti con 415 kg. nel totale, terminando dietro al connazionale Ihor Razor'onov (422,5 kg.) e al cinese Cui Wenhua (420 kg.).
L'anno 1999 fu quello della definitiva consacrazione di Hotfrid; infatti nel mese di aprile vinse la medaglia d'oro ai campionati europei di A Coruña con 420 kg. nel totale, battendo il polacco Mariusz Jędra (407,5 kg.) e lo slovacco Martin Tešovič (405 kg.), e qualche mese dopo conquistò anche il titolo mondiale ai campionati mondiali di Atene con 430 kg. nel totale, davanti a Šišljannikov (425 kg.) e al sudcoreano Choi Jong-keun (410 kg.).
L'anno successivo Hotfrid partecipò alle Olimpiadi di Sydney 2000, dove era uno dei favoriti per la vittoria finale, ma dopo aver chiuso al 2º posto la prova di strappo, a pari merito con altri quattro concorrenti, fallì i tre tentativi nella prova di slancio, terminando fuori classifica.
Ritornò a grandi livelli nel 2002, vincendo la medaglia d'argento ai campionati europei di Antalya con 417,5 kg. nel totale e, alcuni mesi dopo, conquistando una nuova medaglia d'oro ai campionati mondiali di Varsavia con 420 kg. nel totale, davanti al bulgaro Alan Cagaev (417,5 kg.) e al russo Vladimir Smorčkov (417,5 kg. come Cagaev).
Nel 2003 partecipò ai campionati mondiali di Vancouver, finendo anche qui fuori classifica a causa di un infortunio patito durante la prova di strappo, conclusa al 3º posto, che lo costrinse a rinunciare a proseguire la gara.
Poco dopo, Hotfrid abbandonò la carriera agonistica, diventando allenatore di sollevamento pesi e ricoprendo, tra gli altri, l'incarico di responsabile tecnico della squadra nazionale femminile di sollevamento pesi dell'Ucraina.
Nel corso della sua carriera di sollevatore stabilì un record mondiale nel totale nella categoria dei pesi massimi (fino a 105 kg.).